# Zuid-Osseetse presidentsverkiezingen 2012
In de beperkt erkende afscheidingsrepubliek Zuid-Ossetië van Georgië vonden op 25 maart en 8 april 2012 presidentsverkiezingen plaats. Deze waren feitelijk een herhalingsverkiezing na de annulering van de resultaten van presidentsverkiezing in 2011. Via een tweede ronde werd KGB-officier en onafhankelijk kandidaat Leonid Tibilov verkozen met 55,4% van de stemmen. 
Het grootste deel van de internationale gemeenschap, inclusief Georgië, beschouwt de verkiezingen als illegaal en erkent deze niet, in tegenstelling tot Rusland en bondgenoten die de onafhankelijkheid van Zuid-Ossetië en de verkiezingen erkennen.  

## Achtergrond
De regulier gehouden presidentsverkiezing van 2011 liep uit op een politieke crisis, nadat de verliezende kandidaat van de tweede ronde Anatoli Bibilov nog op de verkiezingsavond 27 november 2011 protest aantekende tegen de uitslag. Alla Dzjiojeva, een sterk hervormingsgerichte oppositiekandidate en voormalig minister van Onderwijs, stond bij 87% van de telling op 56,6% van de stemmen, en Bibilov op 40%, toen op last van de rechter verdere publicatie werd stilgelegd. De daaropvolgende dag werden de resultaten ongeldig verklaard op basis van aantijgingen van kiezersintimidatie en bedreiging door de aanhang van Dzjiojeva. Eerder had uitgaand president Edoeard Kokojti al aangegeven dat een vrouwelijke president uitgesloten was. Er werden nieuwe verkiezingen voor 25 maart 2012 aangekondigd, die door Dzjiojeva onwettig genoemd werden.
De situatie leidde tot straatprotesten, politieke onrust en een bezorgd Kremlin, in wat de "sneeuwrevolutie" is gaan heten. Kokojti stapte 10 december 2011 op als president, na een deal met de oppositie terwijl premier Vadim Brovtsev, een niet-Ossetische Rus die in 2009 gestuurd was om de regering te leiden, interim-president werd. Dzjiojeva belandde in het ziekenhuis waar ze feitelijk onder arrest verbleef, kort nadat ze eind januari 2012 verklaarde zichzelf tot president te benoemen.

## Kandidaten
Op 1 maart 2012 maakte de verkiezingscommissie de definitieve kandidatenlijst bekend met vier kandidaten van de 22 aanmeldingen die door de ballotage waren gekomen: KGB-officier Leonid Tibilov, mensenrechtengezant David Sanakojev, ambassadeur in Rusland Dmitri Medojev en leider van de Communistische Partij, Stanislav Kotsjijev. Geen van allen hadden deelgenomen aan de mislukte verkiezing van 2011, en waren loyalisten aan het heersende regime met uitzondering van de communistische leider Kotsjijev die zich in de campagne kritisch uitliet over de wijze waarop Alla Dzjiojeva behandeld werd en haar de verkiezingszege in 2011 werd afgenomen. Andere oppositiekandidaten werden uit de verkiezing geweerd. Dzjiojeva boycotte de verkiezing en Bibilov, aanstichter van deze situatie, had al aangegeven niet mee te doen.
| Kandidaat           | Partij | Partij                | Functies                                                                         | Ref.   |
| ------------------- | ------ | --------------------- | -------------------------------------------------------------------------------- | ------ |
| Leonid Tibilov      |        | Onafhankelijk         | Officier Zuid-Ossetische KGB                                                     |        |
| David Sanakojev     |        | Onafhankelijk         | Mensenrechtengezant (2004 - 2012)                                                |        |
| Dmitri Medojev      |        | Onafhankelijk         | Ambassadeur in Rusland                                                           |        |
| Stanislav Kotsjijev |        | Communistische Partij | Parlementslid, voorzitter Communistische Partij, voormalig voorzitter parlement. | [ 12 ] |

## Resultaten
Op 25 maart 2012 vond de eerste ronde van de herhalingsverkiezing plaats. KGB-officier Leonid Tibilov, in 2006 nog verliezend kandidaat, behaalde in de eerste ronde 42,5% van de stemmen gevolgd door de gezant van mensenrechten David Sanakojev, die 24,6% van de bijna 27.000 stemmen kreeg. Een tweede ronde werd op 8 april in het voordeel van Tibilov beslist, die 55,4% van de geldige stemmen ontving. Op 19 april was zijn inauguratie, en volgde hij de Russische interim-president Vadim Brovtsev op, die sinds december 2011 deze plek bekleedde. De in 2011 geannuleerde winnares Alla Dzjiojeva werd uiteindelijk vice-premier in de nieuwe regering en David Sanakojev werd minister van buitenlandse zaken na de verkiezing. Het Internationaal Strafhof in Den Haag vaardigde in maart 2022 een arrestatiebevel uit tegen Sanakojev, vanwege misdaden begaan in de oorlog in 2008 en zijn rol daarin als mensenrechtengezant van Zuid-Ossetië.
| | Leonid Tibilov               | Onafhankelijk                | 11.453 | 43,83  | 15.786 | 55,38  |
| | David Sanakojev              | Onafhankelijk                | 6.627  | 25,36  | 12.439 | 43,64  |
| | Dmitri Medojev               | Onafhankelijk                | 6.415  | 24,55  |        |        |
| | Stanislav Kotsjijev          | Communistische Partij        | 1.417  | 5,42   |        |        |
| Geen van allen | Geen van allen               |                              | 216    | 0,83   | 279    | 0,98   |
| Totaal | Totaal                       | Totaal                       | 26.128 | 100,00 | 28.504 | 100,00 |
| |                              |                              |        |        |        |        |
| Geldige stemmen | Geldige stemmen              | Geldige stemmen              | 26.128 |        | 28.504 |        |
| Ongeldige / verloren stemmen                                                                                             | Ongeldige / verloren stemmen | Ongeldige / verloren stemmen | 832    |        | 662    |        |
| Totale stemmen | Totale stemmen               | Totale stemmen               | 26.960 |        | 29.166 |        |
| Kiesgerechtigden / opkomst                                                                                               | Kiesgerechtigden / opkomst   | Kiesgerechtigden / opkomst   | 39.030 | 69,08  | 40.929 | 71,26  |
| Bronnen: RES Agency, definitieve uitslag 1e ronde: RES Agency, Civil Georgia Uitslag 2e ronde: RES Agency, Civil Georgia |                              |                              |        |        |        |        |

## Waarnemers
Het grootste deel van de internationale gemeenschap, inclusief Georgië, bestempelt de verkiezingen in Zuid-Ossetië als illegaal. De internationale organisaties in Europa die verkiezingen waarnemen sturen geen missies, zoals het Bureau voor Democratische Instellingen en Mensenrechten (ODIHR) van de OVSE, de EU, de Parlementaire Vergadering van de Raad van Europa (PACE) en andere organisaties. De autoriteiten in Zuid-Ossetië rekruteren doorgaans in samenwerking met Rusland waarnemers uit sympathiserende kringen voor een vorm van internationale legitimatie. Op zowel 25 maart als 8 april 2012 waren enkele tientallen van dergelijke waarnemers aanwezig uit met name Rusland, maar ook uit Abchazië, Transnistrië, Nagorno-Karabach en Frankrijk. Er was geen kritiek op de gang van zaken, zo stelde de CIS-EMO verkiezingsmissie. De verkiezingen werden volgens de Zuid-Osseetse autoriteiten door 60 geaccrediteerde journalisten verslagen.

## Reacties
- Georgië - De Georgische regering keurde de verkiezingen af en stelde dat er geen enkele legale basis is voor de verkiezing zolang het gebied bezet is en burgers niet terug kunnen keren naar hun huizen. Parlementsvoorzitter Bakradze stelde dat "na de totale mislukking van Rusland in de eerste poging [in november] hun favoriete kandidaat te installeren, het erop lijkt dat ze zich veel beter hebben voorbereid op [de herhalingsverkiezingen]".[2]
- Europese Unie - EU-buitenlandchef Catherine Ashton stelde in een verklaring op 26 maart 2012 dat de EU "het constitutionele en juridische kader niet erkent" waarbinnen verkiezingen in het afgescheiden Zuid-Ossetië werden gehouden. De Europese Unie bevestigde de territoriale integriteit van Georgië te steunen alsmede de inzet voor een vreedzame oplossing van het conflict in Georgië.[25]
- Verenigde Staten - De Amerikaanse ambassade in Tbilisi stelde in een verklaring dat het de verkiezingen niet erkent en benadrukte dat de grote aantallen Georgische burgers die verdreven zijn en geweigerd wordt terug te keren niet konden deelnemen aan deze verkiezingen. Het drong er bij Rusland op aan zijn verplichtingen ten aanzien van het staakt-het-vuren-akkoord van 2008 na te komen, "inclusief de terugtrekking van troepen naar pre-conflictposities en vrije toegang voor humanitaire hulp aan Abchazië en Zuid-Ossetië".[25]